# Stati costieri
     Stati bagnati da un Oceano/Golfo del Messico
     Stati bagnati dai Grandi Laghi

Stati bagnati da un Oceano/Golfo del Messico
Stati bagnati dai Grandi Laghi

Gli Stati costieri (in inglese Coastal states) sono gli Stati degli Stati Uniti d'America bagnati da un mare, un oceano, un golfo o dai Grandi Laghi. 
Gli stati costieri sono in totale trenta.

## Oceano Atlantico
- Maine
- New Hampshire
- Massachusetts
- Rhode Island
- Connecticut
- New Jersey
- New York
- Delaware
- Maryland
- Virginia
- Carolina del Nord
- Carolina del Sud
- Georgia
- Florida

## Oceano Pacifico
- California
- Oregon
- Washington
- Alaska
- Hawaii

## Golfo del Messico
- Florida
- Alabama
- Mississippi
- Louisiana
- Texas

## Grandi Laghi
- New York
- Pennsylvania
- Ohio
- Indiana
- Illinois
- Michigan
- Wisconsin
- Minnesota

## Mar Glaciale Artico
- Alaska